# Bohorodîțke, Snihurivka
Bohorodîțke (în ucraineană Богородицьке) este un sat în comuna Novokîiivka din raionul Snihurivka, regiunea Mîkolaiiv, Ucraina.

## Demografie
Componența lingvistică a localității Bohorodîțke
     Ucraineană (94,47%)
     Română (2,98%)
     Rusă (2,13%)
     Alte limbi (0,43%)
Conform recensământului din 2001, majoritatea populației localității Bohorodîțke era vorbitoare de ucraineană (94,47%), existând în minoritate și vorbitori de română (2,98%) și rusă (2,13%).